# Hinterland
El hinterland (en alemán: tierra posterior) es la zona de influencia terrestre de un puerto, o la existente alrededor de una ciudad o de una infraestructura logística.
La palabra hinterland proviene del idioma alemán, y significa literalmente "tierra posterior" (a una ciudad, un puerto, etcétera).
En un sentido más amplio, el término se refiere a la esfera de influencia de un asentamiento. Es el área para la cual el asentamiento central es el nexo comercial. También se le conceptualiza como espacio de crecimiento.
Como hinterland se conocieron asimismo las zonas que rodeaban a las antiguas colonias europeas en África que, aunque no pertenecían a la colonia, se vieron influidas por esta.